# ホスホイノシチド-5-ホスファターゼ
ホスホイノシチド-5-ホスファターゼ(Phosphoinositide 5-phosphatase、EC 3.1.3.36)は、以下の化学反応を触媒する酵素である。
1-ホスファチジル-1D-ミオイノシトール-4,5-ビスリン酸 + 水{\displaystyle \rightleftharpoons }1-ホスファチジル-1D-ミオイノシトール-4-リン酸 + リン酸
従って、この酵素の基質は1-ホスファチジル-1D-ミオイノシトール-4,5-ビスリン酸と水の2つ、生成物は1-ホスファチジル-1D-ミオイノシトール-4-リン酸とリン酸の2つである。
この酵素は加水分解酵素に分類され、特にリン酸モノエステル結合に作用する。系統名は、1-ホスファチジル-1D-ミオイノシトール-4,5-ビスリン酸 4-ホスホヒドロラーゼ(phosphatidyl-myo-inositol-4,5-bisphosphate 4-phosphohydrolase)である。この酵素は、イノシトールリン酸の代謝とホスファチジルイノシトールのシグナル伝達に関与している。

## 構造
2007年末時点で、4つの構造が解明されている。蛋白質構造データバンクのコードは、1UFW、1W80、2DNR、2QV2である。